# آبادی خیرآباد
آبادی خیرآباد یک روستا در ایران است که در دهستان خبر شهرستان بافت واقع شده‌است. آبادی خیرآباد ۳۴ نفر جمعیت دارد.